# Port Orford
Port Orford är en ort i Curry County i delstaten Oregon, USA.